# Tremex
Tremex es un género de avispas de la familia Siricidae. Tiene 33 especies de distribución holártica. Las larvas se alimentan de maderas duras. Habita en el este y oeste de América del Norte y tiene un tamaño de hasta 4 cm.

## Algunas especies
Tremex alchymista (Mocsary, 1886)

Tremex columba (Linnaeus, 1763)

Tremex fuscicornis (Fabricius, 1787)

Tremex magus (Fabricius, 1787)